# 斑點裸胸鱔
斑點裸胸鱔（學名：Gymnothorax meleagris），又名白口裸胸鯙、黄黑斑裸胸鯙、微身裸胸鯙，俗稱薯鰻、錢鰻，為輻鰭魚綱鰻鱺目鯙亞目鯙科的其中一個種。

## 分布
本魚廣泛分布於印度太平洋區，包括東非、南非、紅海、馬達加斯加、模里西斯、葛摩、塞席爾群島、馬爾地夫、印度、泰國、越南、中國、台灣、日本、印尼、菲律賓、澳洲、新幾內亞、密克羅尼西亞、馬紹爾群島、帛琉、紐埃、東加、庫克群島、關島、羅得豪島、薩摩亞群島、法屬波里尼西亞、加拉巴哥群島等海域。

## 深度
水深3至30公尺。

## 特徵
本魚体呈蛇狀，體色深棕色口內白色，其上不滿黑圓白斑，其大小約等於瞳孔大小。該圓點大小不會隨個體增長而變大，但會增多；越近頭部分布越密，尾部則分部較疏。鰓孔為黑色。表皮厚且光滑無鱗片，能分泌粘液。無胸鰭，背鰭、臀鰭與尾鰭相連成皮膜狀，尾部側扁。體長可達120公分以上。牙齒較小，但仍然很銳利，須注意咬傷。

## 生態
本魚晝間棲息於潮間帶或亞潮間帶之礁穴內，夜間出外獵食小魚。性情兇猛，有地域性，成長速度相當快，嗅覺靈敏但視力不佳，游泳能力不強。

## 經濟利用
肉味鮮美，較常食用，可作為觀賞魚。曾有雪卡魚毒之紀錄。